# برادفورد (تينيسي)
برادفورد (بالإنجليزية: Bradford, Tennessee)‏ هي بلدة تقع بولاية تينيسي في الولايات المتحدة. تبلغ مساحتها 4.6 (كم²)، وترتفع عن سطح البحر 111 م، بلغ عدد سكانها 1048 نسمة في عام 2010 حسب إحصاء مكتب تعداد الولايات المتحدة .

## التركيبة السكانية
حدّد مكتب تعداد الولايات المتحدة بيانات التركيبة السكانية لبرادفورد في تعداد الولايات المتحدة. في ما يلي، التركيبة السكانية حسب تعدادي 2000 و2010.

### تعداد عام 2000
بلغ عدد سكان برادفورد 1,113 نسمة بحسب تعداد عام 2000، وبلغ عدد الأسر 472 أسرة وعدد العائلات 321 عائلة مقيمة في البلدة. في حين سجلت الكثافة السكانية 251.8 نسمة لكل كيلومتر مربع (652.2/ميل2). وبلغ عدد الوحدات السكنية 510 وحدة بمتوسط كثافة قدره 115.4 لكل كيلومتر مربع (298.9/ميل2).
وتوزع التركيب العرقي للبلدة بنسبة 89.94% من البيض و9.70% من الأمريكيين الأفارقة و0.09% من الأمريكيين الأصليين و0.09% من الأمريكيين ذوي الأصول الآسيوية و0.18% من عرقين مختلطين أو أكثر و0.54% من الهسبانيون أو اللاتينيون من أي عرق.
بلغ عدد الأسر 472 أسرة كانت نسبة 29% منها لديها أطفال تحت سن الثامنة عشر تعيش معهم، وبلغت نسبة الأزواج القاطنين مع بعضهم البعض 53% من أصل المجموع الكلي للأسر، ونسبة 12.7% من الأسر كان لديها معيلات من الإناث دون وجود شريك،  بينما كانت نسبة 2.3% من الأسر لديها معيلون من الذكور دون وجود شريكة وكانت نسبة 32% من غير العائلات. تألفت نسبة 27.8% من أصل جميع الأسر من عدة أفراد يعيشون في نفس المنزل ونسبة 14.8% كانت تتألف من شخص يعيش بمفرده يبلغ من العمر 65 عاماً أو أكثر. وبلغ متوسط حجم الأسرة المعيشية 2.36، أما متوسط حجم العائلات فبلغ 2.89.
بلغ العمر الوسطي للسكان 40.6 عاماً. وكانت نسبة 22.2% من القاطنين تحت سن الثامنة عشر، وكانت نسبة 6.9% بين الثامنة عشر والرابعة والعشرين عاماً، ونسبة 25.9% كانت واقعةً في الفئة العمرية ما بين الخامسة والعشرين والرابعة والأربعين عاماً، ونسبة 25.6% كانت ما بين الخامسة والأربعين والرابعة والستين، ونسبة 19.4% كانت ضمن فئة الخامسة والستين عاماً فما فوق. يوجد لكل 100 أنثى 81.9 ذكر، ويوجد لكل 100 أنثى في الثامنة عشر من عمرها فما فوق 78.2 ذكر.
بلغ متوسط دخل الأسرة في البلدة 30,486 دولارًا، أما متوسط دخل العائلة فبلغ 36,484 دولارًا. وكان متوسط دخل الذكور 31,250 دولارًا مقابل 20,250 دولارًا للإناث. وسجل دخل الفرد الخاص بالبلدة 15,609 دولارًا. وكانت نسبة 9.1% من العائلات ونسبة 14.9% من السكان تحت خط الفقر، وكان من هؤلاء نسبة 29.5% تحت سن الثامنة عشر ونسبة 13.6% في الخامسة والستين من العمر وما فوق.

### تعداد عام 2010
بلغ عدد سكان برادفورد 1,048 نسمة بحسب تعداد عام 2010، وبلغ عدد الأسر 432 أسرة وعدد العائلات 294 عائلة مقيمة في البلدة. في حين سجلت الكثافة السكانية 237.1 نسمة لكل كيلومتر مربع (614.1/ميل2). وبلغ عدد الوحدات السكنية 480 وحدة بمتوسط كثافة قدره 108.6 لكل كيلومتر مربع (281.3/ميل2).
وتوزع التركيب العرقي للبلدة بنسبة 90.74% من البيض و7.06% من الأمريكيين الأفارقة و0.29% من الأمريكيين الأصليين و0.19% من الأمريكيين ذوي الأصول الآسيوية و0.57% من الأعراق الأخرى و1.15% من عرقين مختلطين أو أكثر و1.05% من الهسبانيون أو اللاتينيون من أي عرق.
بلغ عدد الأسر 432 أسرة كانت نسبة 31.5% منها لديها أطفال تحت سن الثامنة عشر تعيش معهم، وبلغت نسبة الأزواج القاطنين مع بعضهم البعض 50.2% من أصل المجموع الكلي للأسر، ونسبة 12.5% من الأسر كان لديها معيلات من الإناث دون وجود شريك،  بينما كانت نسبة 5.3% من الأسر لديها معيلون من الذكور دون وجود شريكة وكانت نسبة 31.9% من غير العائلات. تألفت نسبة 29.6% من أصل جميع الأسر من عدة أفراد يعيشون في نفس المنزل ونسبة 15.3% كانت تتألف من شخص يعيش بمفرده يبلغ من العمر 65 عاماً أو أكثر. وبلغ متوسط حجم الأسرة المعيشية 2.43، أما متوسط حجم العائلات فبلغ 2.99.
بلغ العمر الوسطي للسكان 40.0 عاماً. وكانت نسبة 23.6% من القاطنين تحت سن الثامنة عشر، وكانت نسبة 9% بين الثامنة عشر والرابعة والعشرين عاماً، ونسبة 24.8% كانت واقعةً في الفئة العمرية ما بين الخامسة والعشرين والرابعة والأربعين عاماً، ونسبة 26.2% كانت ما بين الخامسة والأربعين والرابعة والستين، ونسبة 16.4% كانت ضمن فئة الخامسة والستين عاماً فما فوق. وتوزع التركيب الجنسي للسكان بنسبة 46.3% ذكور و53.7% إناث.

## وصلات خارجية
- The US50 - Cities and Towns in Tennessee State
- Tennessee Cities and Towns, Facts, Map, Flag, Colleges, Government, and More